# Vincent Clerc
Vous lisez un « bon article » labellisé en 2015.
Pour les articles homonymes, voir Clerc.

a Compétitions nationales et continentales officielles uniquement.

b Matchs officiels uniquement.
Vincent Clerc, né le 7 mai 1981 à Échirolles (Isère), est un joueur de rugby à XV et à sept international français. Il dispute l'essentiel de sa carrière au poste d'ailier au sein de l'effectif du Stade toulousain après avoir quitté en 2002 le FC Grenoble. De 2016 à 2018, il joue avec le Rugby club toulonnais.
En près de quatorze ans au plus haut niveau, Vincent Clerc a inscrit à son palmarès trois titres de champion de France (2008, 2011 et 2012), trois Coupes d'Europe (2003, 2005 et 2010), trois victoires dans le Tournoi des Six Nations (2004, 2007, 2010), dont deux éditions en réussissant à réaliser le Grand Chelem (2004 et 2010), une quatrième place et une finale en Coupe du monde.
Vincent Clerc est un des ailiers les plus efficaces dans la finition, utilisant au mieux ses ressources athlétiques. Il est le meilleur marqueur de la Coupe du monde 2011 avec six essais (à égalité avec l'Anglais Chris Ashton), il est à la fin de sa carrière le deuxième meilleur marqueur international du rugby français (34), à quatre longueurs de Serge Blanco. Il détient le record du plus grand nombre d'essais marqués (101) dans le championnat de France depuis le passage à l'ère professionnelle, devant Laurent Arbo.

## Carrière sportive

### Jeunesse
Né le 7 mai 1981 à Échirolles, Vincent Clerc est le fils aîné de Jean-Pierre et Florence Clerc, qui ont également une fille prénommée Margaux. Il grandit au sein d'une famille qui a la culture rugby à XV. En effet, son père, trois-quarts aile, défend les couleurs du FC Grenoble de 1976 à 1982. Il participe notamment à la montée du FC Grenoble en première division Groupe A lors de la saison 1978-1979,.
Vincent Clerc touche son premier ballon ovale à sept ans, à l'école de rugby du club du Fontanil où il débute au poste de trois-quarts centre. Il rejoint plus tard les benjamins du FC Grenoble. Ce n'est qu'au collège qu'il fonde véritablement son engouement pour ce sport : « Ma passion pour le rugby n'est apparue que lorsque j'ai commencé à jouer au sein de l'équipe de mon collège, grâce à notre entraîneur : Yves Bardou, qui m'a inoculé le « virus » du rugby ». À l'âge de onze ans, en 1992, le jeune garçon vit un événement marquant en assistant à un entraînement des Wallabies, champions du monde en 1991 : « J'ai pu approcher toutes mes idoles. Ça m'a décidé à poursuivre dans le rugby. J'ai d’ailleurs encore la photo de l'époque dans ma chambre. »

### Premières années
Vincent Clerc joue au rugby au collège Barnave de Saint-Egrève et il poursuit sa formation au FC Grenoble en minimes. Le jeune homme devient plus « gaillard », il commence à courir plus vite et il s'améliore petit à petit.
En première année junior, le centre passe à l'aile. Vincent Clerc progresse et connaît ses premières sélections avec l'équipe Taddéï des Alpes. Il joue bien avec l'équipe junior du FCG. Comme le club est également descendu en Pro D2, les entraîneurs
de l'équipe première le retiennent en seniors. C'est Jacques Delmas qui lui donne sa chance ; il donne satisfaction et est retenu dans un groupe de quarante joueurs en équipe de France de moins de vingt et un ans pour la tournée automnale en Irlande et en Angleterre. Il est titulaire lors du match d'ouverture du Tournoi des Six Nations 2002 des  moins de vingt et un ans contre l'Italie, la rencontre se joue au stade Lesdiguières, l'antre du rugby grenoblois.
Vincent Clerc remporte le Grand Chelem avec l'équipe de France des moins de vingt et un ans et il contribue activement au retour de son club dans l'élite. Il a alors le cheveu blond peroxydé puis évolue casqué de bleu et rouge après avoir subi une déchirure à une oreille.
Vincent Clerc rejoint le Stade toulousain au début de la saison 2002-2003.

### Premières sélections en équipe nationale et premiers titres européens

#### Arrivée à Toulouse
La tâche peut sembler rude pour un jeune joueur recruté qui a comme concurrents à l'aile Émile Ntamack, Xavier Garbajosa, Cédric Heymans ou Michel Marfaing mais Vincent Clerc réussit quand même à s'imposer.

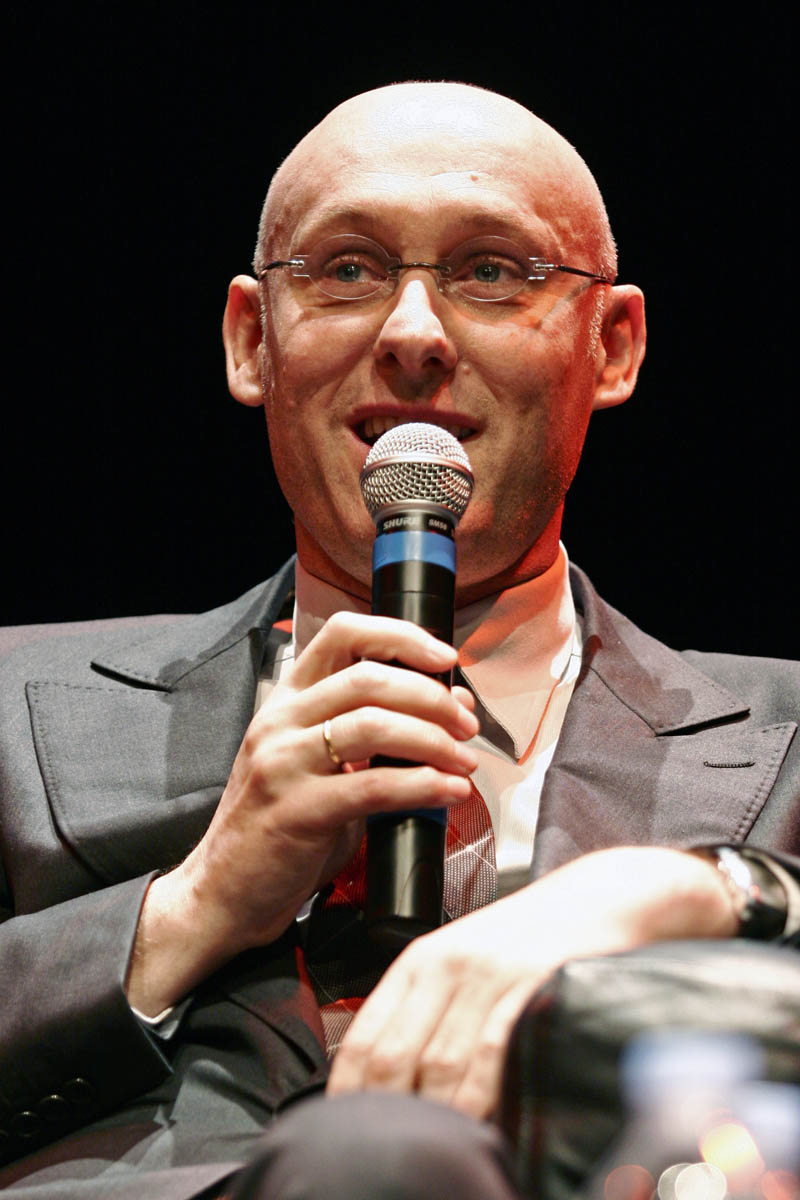
Le sélectionneur Bernard Laporte donne sa première cape à Vincent Clerc en 2002.

 En effet, il dispute 18 matchs sur 22 du Top 16 2002-2003 dont 15 comme titulaire; Vincent Clerc s'illustre en Coupe d'Europe en marquant sept essais en neuf rencontres et Toulouse remporte la compétition pour la deuxième fois face à l'USAP (22-17). Vincent Clerc marque en finale le seul essai toulousain, après une percée de Yannick Jauzion. En championnat, le Stade toulousain s'incline en finale contre le Stade français 32 à 18,.
Dès cette première saison toulousaine, en novembre 2002, Vincent Clerc est même appelé par le sélectionneur Bernard Laporte pour affronter les Springboks à Marseille. Il marque un essai, la France gagne 30 à 10. Alors qu'en championnat, Clerc brille contre Perpignan, Montferrand s'incline lourdement à Bourgoin, ce qui coûte la place de titulaire en équipe nationale à l'ailier de Montferrand, David Bory. En une année, il obtient dix sélections et il marque quatre essais. Le bilan est bon lors de la tournée automnale, la France s'imposant dans deux des trois test matchs. Contre les All Blacks, le vis-à-vis de Vincent Clerc, Jonah Lomu ne parvient pas à marquer et le score final est de 20 partout ; Clerc enchaîne sur les cinq matchs du Tournoi des Six Nations 2003 et sur deux matchs (pour deux défaites) de la tournée de juin 2003 en Argentine .

#### Les premiers pas en équipe de France
La saison suivante, Vincent Clerc est titulaire au Stade toulousain 15 fois et joue 19 matchs sur 21 possibles en championnat de France mais sa carrière internationale connaît un coup d'arrêt puisqu'il n'est pas retenu pour disputer la Coupe du monde 2003,. Clerc est victime de sa spécificité d'ailier, Bernard Laporte cherchant un remplaçant obligatoirement polyvalent ailier-arrière, tel que Pépito Elhorga. Christophe Dominici et Xavier Garbajosa sont préférés à des ailiers « puristes » comme David Bory et Vincent Clerc. Vincent Clerc retrouve toutefois l'équipe de France pour gagner un Grand chelem lors du Tournoi des Six Nations 2004. Clerc demeure titulaire à l'aile droite du Stade toulousain avec ses qualités de finisseur : depuis son arrivée en 2002 jusqu'en 2007, Vincent Clerc marque plus de dix essais par saison. Côté sélection, de juin 2004 à décembre 2006, il ne se voit offrir que trois capes. Il fait partie de l'équipe de France qui s'impose en Afrique du Sud 36-26 infligeant aux Springboks leur première défaite à domicile depuis trois ans. Vincent Clerc s'illustre en marquant deux essais.

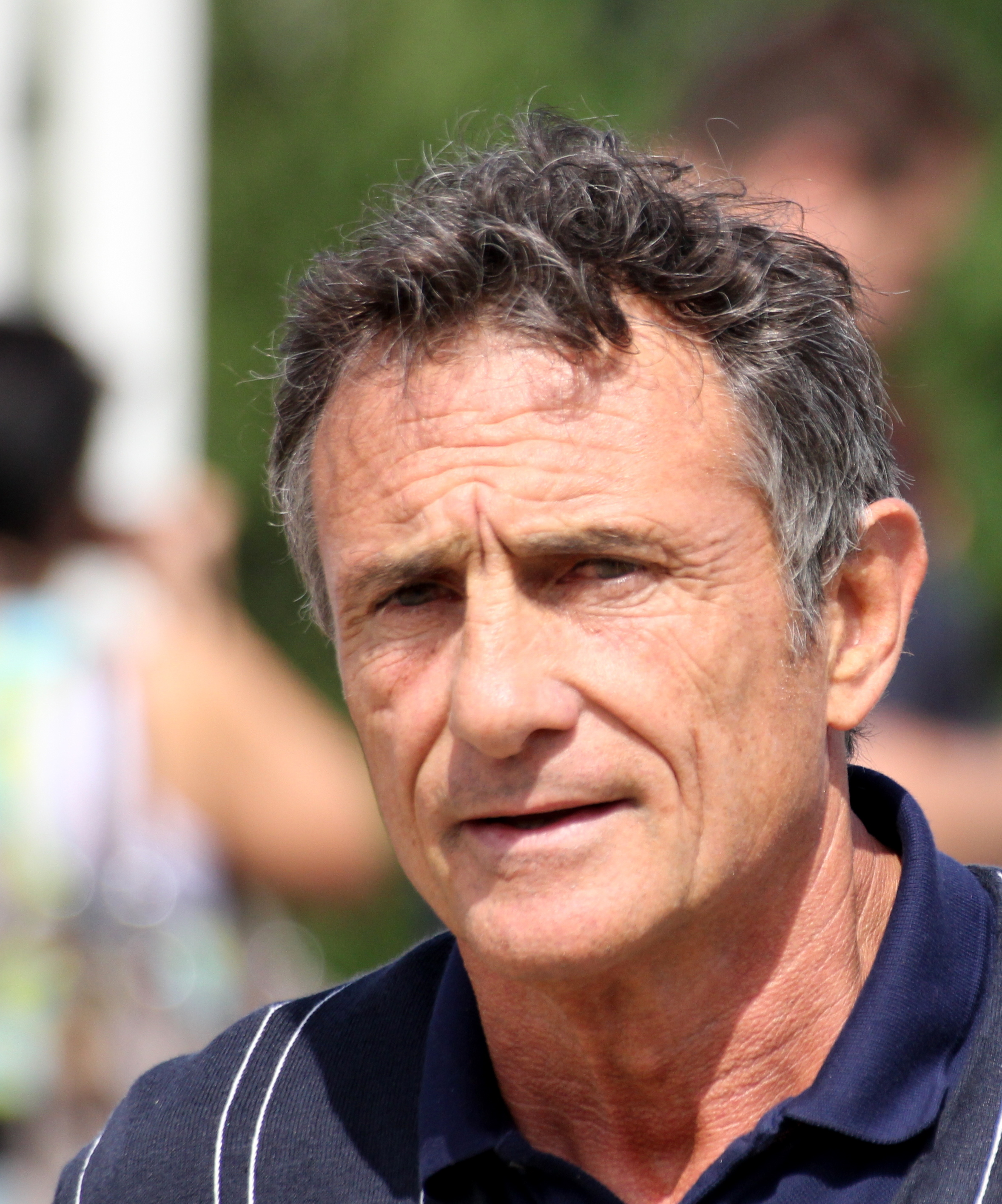
Guy Novès, ici en 2011, est le manager de Vincent Clerc au Stade toulousain de 2002 à 2015.

Avec Toulouse, il remporte toutefois la Coupe d'Europe en 2005. Toulouse affronte en finale le Stade français, victorieux de Biarritz en demi-finale. Cette rencontre est serrée, sans essai et Toulouse s'impose 18 à 12 après prolongation.
En 2005, il est appelé avec l'équipe de France de rugby à sept pour le tournoi de Paris. La France sort à la première place de sa poule (composée de l'Australie, de l'Argentine et de la Russie), malgré une défaite face à l'Australie. Les Français battent ensuite successivement les Sud-Africains (27-10), les Néo-Zélandais (14-12) et les Fidjiens en finale (28-19). Vincent Clerc est titulaire lors de deux matches, contre la Russie et contre la Nouvelle-Zélande. Il inscrit deux essais lors de l'unique tournoi international de sa carrière, aidant ainsi l'équipe de France à remporter sa première étape dans les World Series.

#### Tournoi des six nations 2007
Vincent Clerc dispute le Tournoi des Six Nations 2007 et marque un essai capital à Croke Park : à la dernière minute, alors que les Bleus sont menés par l'Irlande (13-17), il perce au centre dans les 22 mètres, élimine trois adversaires et aplatit, donnant la victoire 20 à 17 à la France dans ce match, déterminant pour le gain du Tournoi,.

#### Coupe du monde 2007 en France

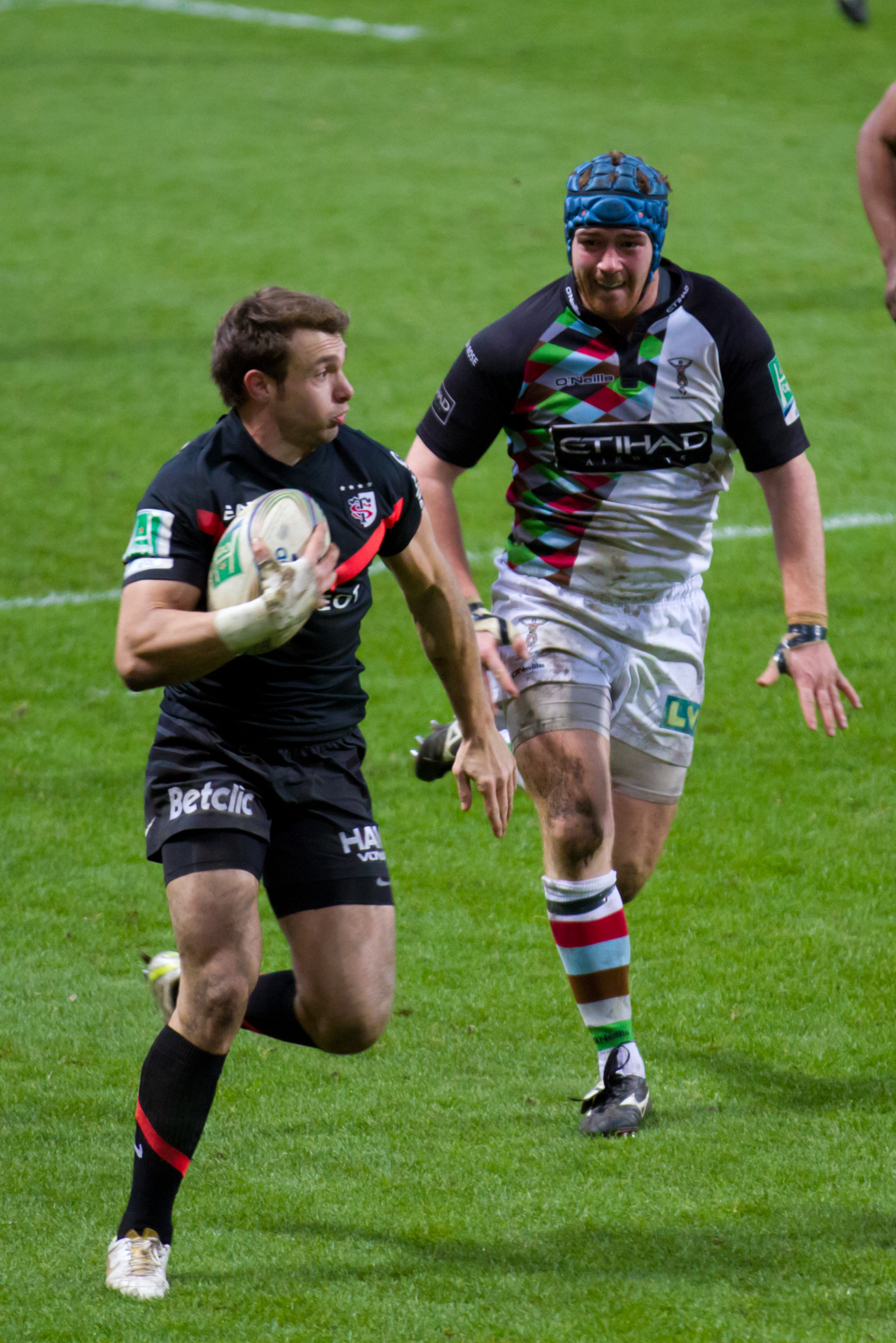
Vincent Clerc lors d'un match contre les Harlequins

Vincent Clerc est retenu pour disputer la Coupe du monde 2007, à l'aile avec Christophe Dominici, Cédric Heymans et Aurélien Rougerie. Lors du premier match, la France s'incline contre l'Argentine. Vincent Clerc n'est pas affecté et brille contre la Namibie. Il s'illustre à nouveau contre l'Irlande en inscrivant un doublé, lors d'un match décisif pour la qualification en quart-de-finale, sur deux passes au pied de Frédéric Michalak et Jean-Baptiste Élissalde,. La France gagne en quart-de-finale contre les All Blacks puis s'incline contre l'Angleterre en demi-finale. Vincent Clerc termine meilleur marqueur du XV de France avec cinq essais en six matchs.

### Blessures et nouvelles victoires

#### Champion de France 2008 et premières blessures
En 2007-2008, Vincent Clerc brille également sous les couleurs toulousaines inscrivant douze essais en quatorze titularisations, avec notamment un triplé contre Castres en une mi-temps.
Pour le Tournoi 2008, le nouveau sélectionneur, Marc Lièvremont, en fait un titulaire : Clerc confirme son nouveau statut avec un doublé contre l'Écosse puis un triplé en vingt minutes contre l'Irlande (ce qui lui fait sept essais contre cette équipe). Ses statistiques sont bonnes : 66 essais en 119 titularisations avec Toulouse et vingt essais en trente sélections.
Le 19 avril 2008, lors du match Stade toulousain-ASM Clermont Auvergne (défaite 11-23 de Toulouse), Vincent Clerc se blesse grièvement au genou. Le ligament croisé antérieur gauche est rompu et cela met un terme à sa saison, alors que le Stade toulousain brille (victoire en championnat et finale de la Coupe d'Europe). Il apparaît d'ailleurs en larmes quelques minutes avant le coup d'envoi de la finale de H-Cup face au Munster.

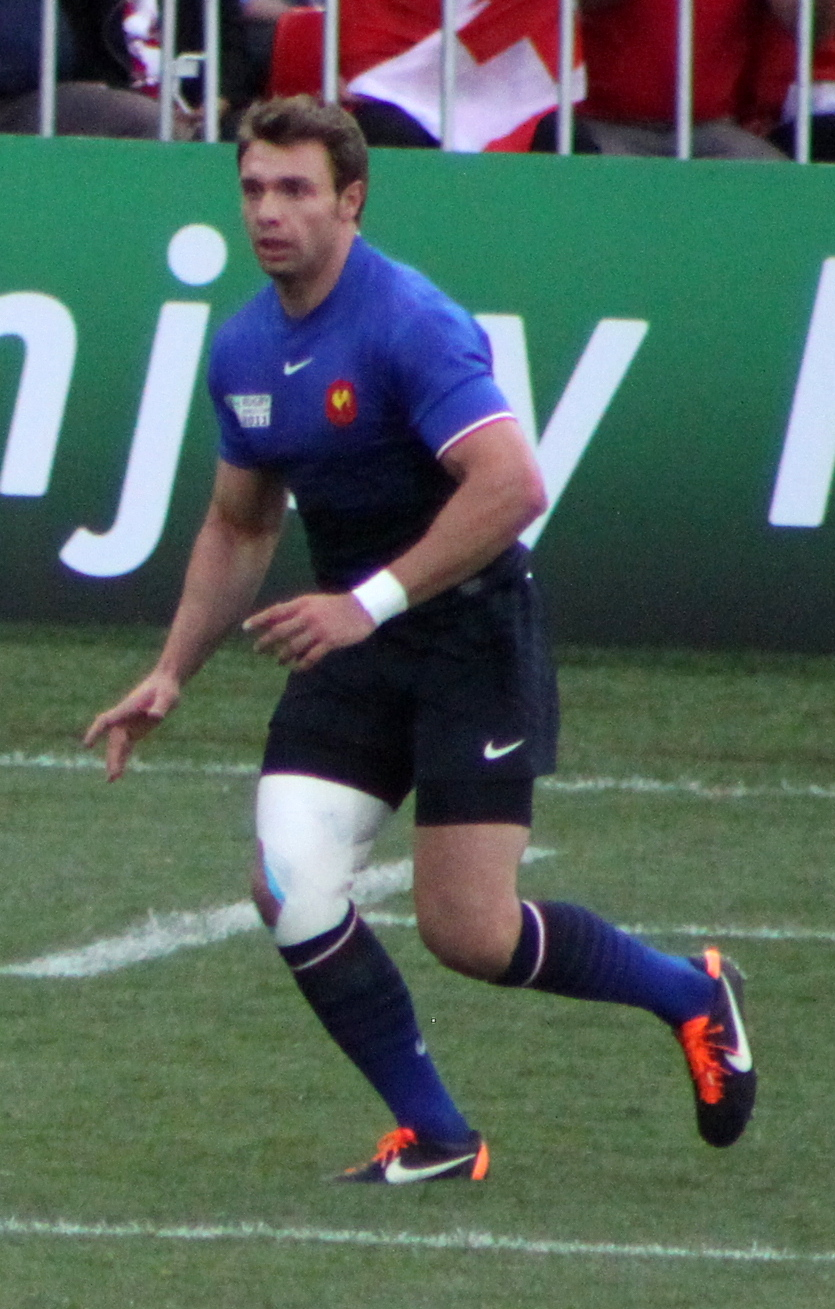
Clerc pendant la Coupe du monde 2011.

Il passe huit mois en convalescence d'avril à décembre 2008. Il reprend la compétition le 20 décembre 2008 contre le Stade montois. Lors de cette saison 2008-2009 il marque trois essais toutes compétitions confondues. À la fin de la saison, il retrouve déjà l'équipe de France lors de la tournée en Nouvelle-Zélande et en Australie.
Le 11 octobre 2009, à l'occasion de la première journée de la Coupe d'Europe 2009-2010 où le Stade toulousain bat les Sale Sharks, Vincent Clerc bat le record du plus grand nombre d'essais marqués en Coupe d'Europe, en dépassant le Gallois Dafydd James (29 essais en 60 rencontres de 1996 à 2008). Vincent Clerc marque l'unique essai de la victoire de l'équipe de France 20 à 13 contre l'Afrique du Sud, qui préserve l'invincibilité de douze années à la maison des Bleus contre les Springboks.

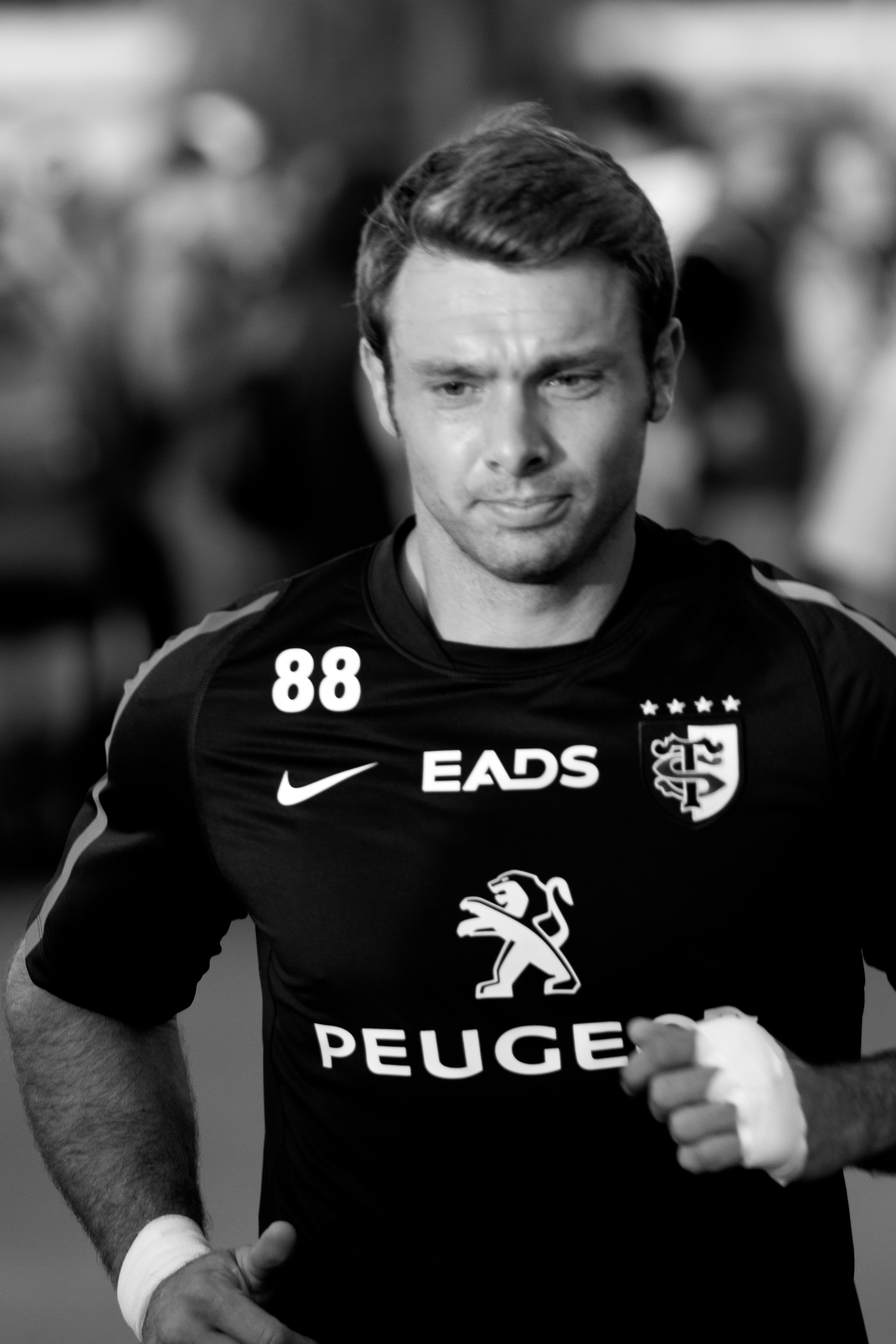
Vincent Clerc lors de Stade toulousain - Castres olympique en 2012.

#### Grand chelem 2010 puis champion de France 2011
Vincent Clerc joue deux des cinq matchs de l'équipe de France qui gagne un Grand chelem lors du Tournoi des Six Nations 2010 sans briller : il ne marque pas d'essai.
En novembre 2010, il est invité avec les Barbarians français pour jouer un match contre les Tonga au stade des Alpes à Grenoble. Ce match est aussi le jubilé de Jean-Baptiste Elissalde. Les Baa-Baas s'inclinent 27 à 28.
Lors de la saison de championnat de France 2010-2011, le Stade toulousain, qui a le plus gros budget de l'hexagone, se qualifie pour la demi-finale, puis la finale et s'impose 15 à 10. La concurrence est rude au Stade, Vincent Clerc n'étant pas titulaire en demi-finale et en finale de championnat : Cédric Heymans est à l'arrière ; Maxime Médard et Rupeni Caucaunibuca aux ailes. Il joue toutefois sa première finale victorieuse de Top 14. Au cours de la saison, il inscrit sept essais en 19 rencontres de championnat avec quinze titularisations et a donc pleinement contribué à la bonne saison toulousaine. Il est le deuxième marqueur d'essais de son club.

#### Coupe du monde 2011 en Nouvelle-Zélande
En 2011 Vincent Clerc est retenu par Marc Lièvremont pour disputer la Coupe du monde en Nouvelle-Zélande. Il s'y distingue notamment lors du deuxième match de poule face au Canada où il marque trois essais et devient par la même occasion le meilleur marqueur d'essais français en Coupe du monde, dépassant d'une unité le record de huit essais de Christophe Dominici,. Il est titularisé pour le match de poule contre la Nouvelle-Zélande. Malgré la défaite contre les All Blacks puis une déconvenue contre les Tonga pour leur dernier match de poule où Clerc marque néanmoins son dixième essai en Coupe du monde, les Bleus sont qualifiés pour les quarts de finale contre les Anglais. Lors de ce match Vincent Clerc se met en évidence et inscrit son onzième essai en Coupe du monde. Les coéquipiers de Vincent Clerc s'imposent 9 à 8 en demi-finale contre le pays de Galles, avec beaucoup de difficulté, lors d'une rencontre marquée par l'expulsion du capitaine gallois à la 20e minute de la partie pour un placage dangereux sur Vincent Clerc. Les Français résistent aux All Blacks mais perdent finalement la finale sur le score de 8 à 7. Sur un plan individuel, Vincent Clerc a été décisif et remarqué contre le Canada, le Tonga et l'Angleterre. « On ne peut pas rêver mieux qu'une finale de Coupe du monde. C'est le summum. »

#### Champion de France 2012, blessures et départ de Toulouse

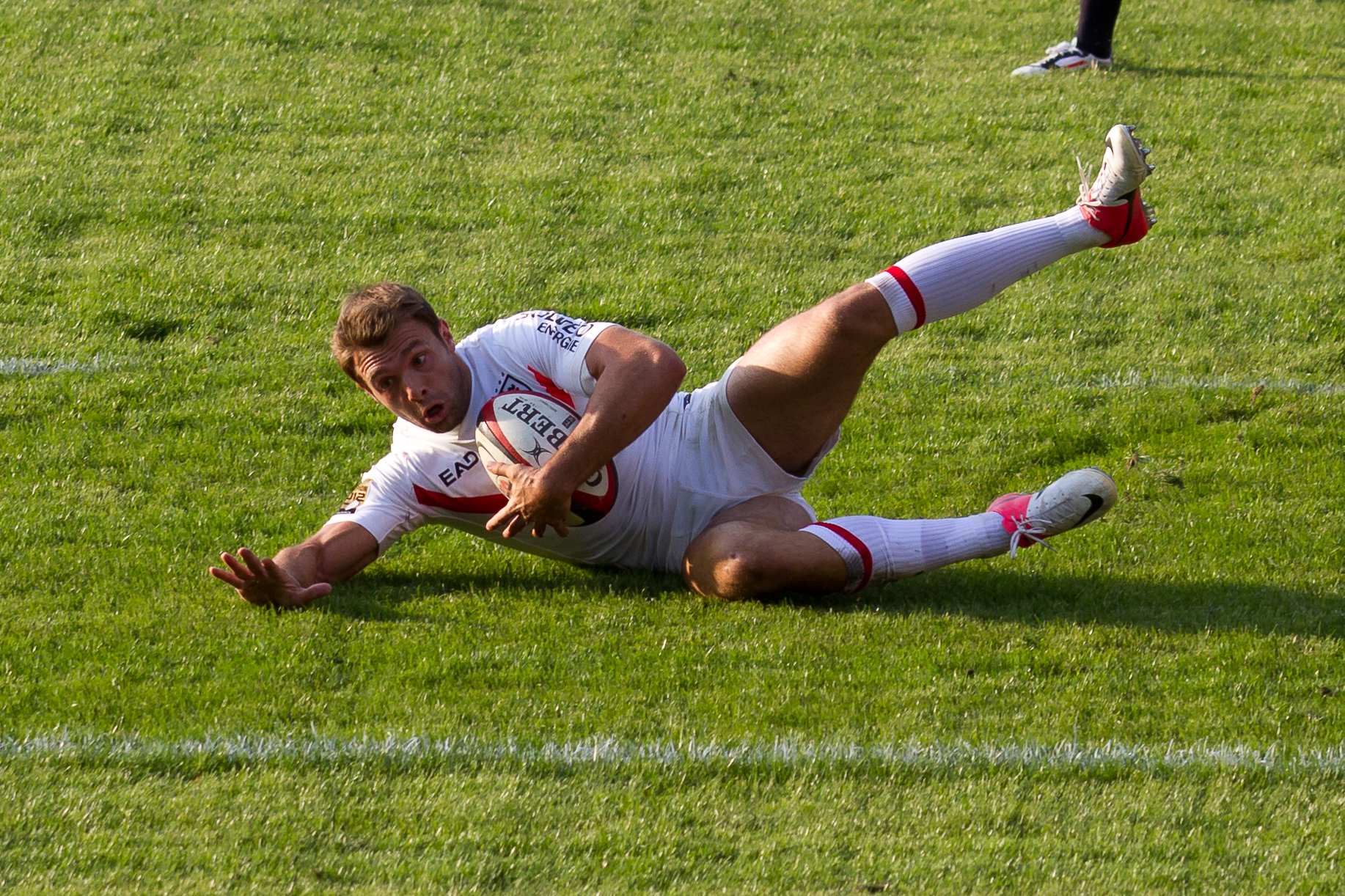
Vincent Clerc marque un essai contre Agen en 2012

Vincent Clerc reste ailier titulaire pour le XV de France lors du Tournoi des Six Nations 2012. Lors du premier match du Tournoi face à l'Italie, il marque son 32e essai en équipe de France, rejoignant Philippe Saint-André, le sélectionneur de l'équipe de France, à six longueurs du record de Serge Blanco.
Blessé en janvier 2013, Vincent Clerc ne dispute pas les deux matchs perdus en Italie (18-23), puis face au pays de Galles (6-16) lors du Tournoi des Six Nations 2013. Il est rappelé pour jouer les trois derniers matchs du Tournoi. Depuis sa dernière sélection le 16 mars 2013, il en est à 34 essais marqués avec les Bleus, les deux derniers ayant été marqués lors de la victoire du 17 novembre 2012 contre l'Argentine, que Vincent Clerc n'avait jamais battue jusque-là.
Le 20 avril 2013, lors du match ASM Clermont Auvergne - Stade toulousain, Vincent Clerc se blesse une nouvelle fois au genou mais cette fois ce sont les ligaments croisés du genou droit qui sont touchés, ce qui le prive de la fin de saison 2012-2013 et du début de la saison 2013-2014. Il reprend en janvier 2014 avec les Espoirs et rejoint l'effectif seniors du Stade toulousain pour le match contre les Zèbres de Parme. Il travaille sa pointe de vitesse avec Leslie Djhone et le préparateur physique du club, Zéba Traoré.

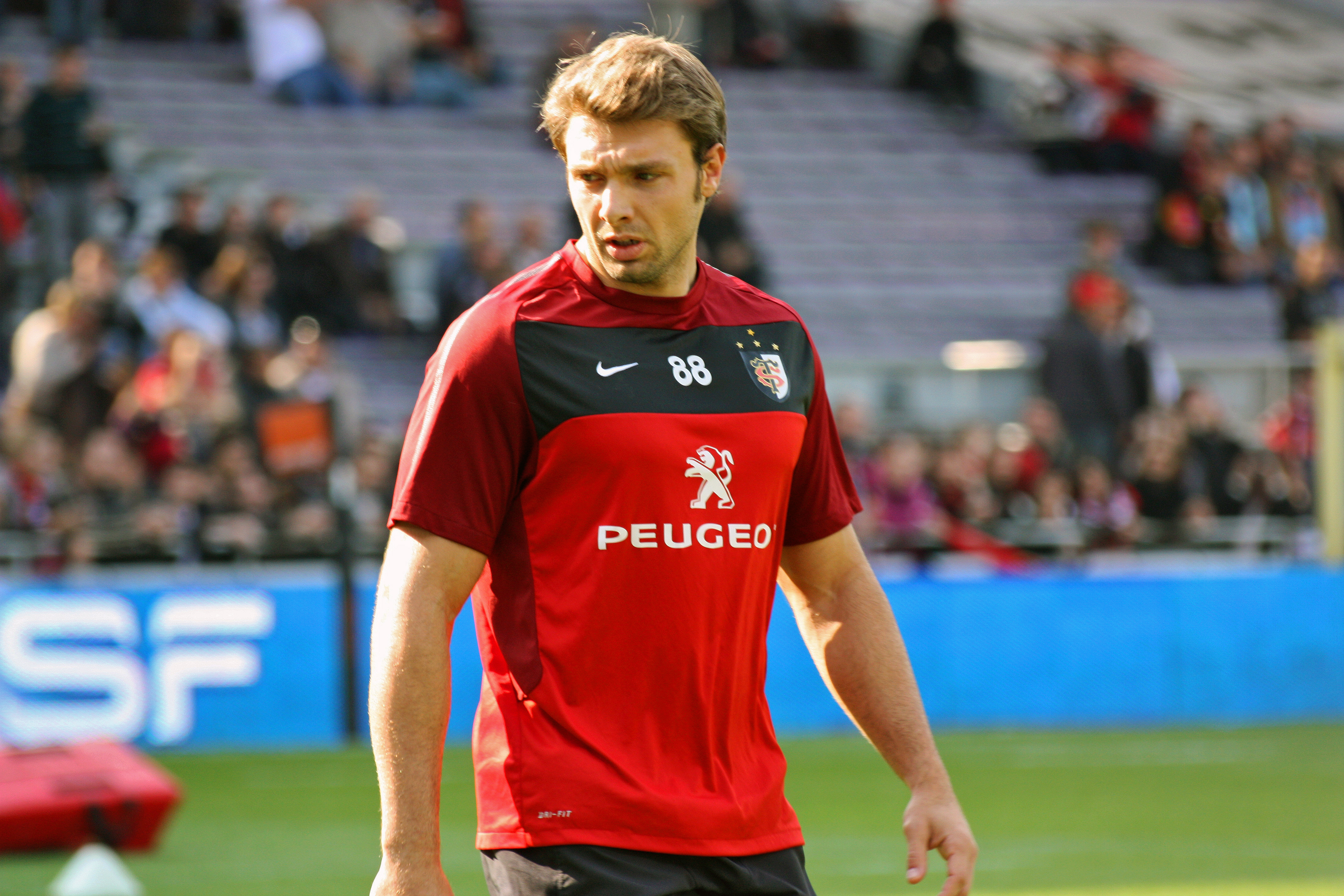
Vincent Clerc, à l'échauffement avec le Stade toulousain

Le début de saison 2014-2015 de Toulouse est délicat avec cinq revers consécutifs de la deuxième à la septième journée de championnat. Vincent Clerc est à la peine. « J'avais un peu raté le début de saison. Ça fait cinq matches que je me sens bien. Il y a des signes que mon meilleur niveau n'est pas loin. Marquer des essais, se proposer dans la ligne, être bon défensivement… Voilà, c'est ça : faire de bons matches et être décisif. » À la fin du mois d'octobre, il inscrit un essai contre Bath Rugby en Coupe d'Europe portant son record en la matière dans cette épreuve à 36. À la même période il annonce ne pas avoir renoncé à revenir en équipe de France bien qu'il ne soit pas mentionné dans la liste des 74 joueurs suivis par l'encadrement de l'équipe nationale dévoilée en début de saison. En novembre, Toulouse s'impose à Lyon 17 à 41 et Vincent Clerc raffûte un défenseur pour inscrire un essai, le deuxième de la saison en Top 14,. En décembre, si Toulouse s'incline 23 à 20 contre Montpellier, Vincent Clerc marque deux essais. S'il peut espérer être dans le groupe des joueurs retenus pour la préparation de la Coupe du monde de rugby à XV 2015 (ce serait une surprise), il ne fait pas partie de la liste publiée par le sélectionneur. Le Stade toulousain parvient à terminer troisième de la première phase. Vincent Clerc et ses coéquipiers perdent en demi-finale 18 à 14. À la fin de la saison 2014-2015, il a disputé 22 matchs de championnat titulaire (sur 28 possibles) et marqué six essais. C'est le deuxième Toulousain derrière Maxime Médard, auteur de neuf essais en championnat.
L'arrivée d'Ugo Mola à la tête du Stade toulousain pour la saison 2015-2016 n'empêche pas Vincent Clerc de conserver son statut de titulaire. Il réalise de bonnes performances en début de saison, ponctuées de deux essais face respectivement à l'Union Bordeaux Bègles (défaite 12-10) et au Stade rochelais (victoire 39-22), ce qui lui vaut d'être élu meilleur joueur du Stade toulousain par le site officiel du club pour le mois d'octobre. Fin mars 2016, il marque deux essais contre le Stade français.

#### Transfert au Rugby club toulonnais
La prolongation de contrat de Vincent Clerc au Stade toulousain n'est toujours pas acquise en avril 2016 ; par le passé le club avait déjà refusé de prolonger des « anciens » comme Yannick Jauzion et Jean Bouilhou. Clément Poitrenaud, qui présente un profil similaire, n'est pas conservé par le club haut-garonnais. Clerc, qui ne reçoit pas d'offre d'extension de contrat, annonce son départ du club toulousain le 16 mai. Dix jours plus tard, il s'engage avec le Rugby club toulonnais.
Vincent Clerc est opéré du tendon d'Achille droit très tôt pendant sa première saison, le 13 septembre. À son retour, il se blesse à nouveau - au tendon d'Achille gauche cette fois-ci - le 8 janvier. Au terme de cette première saison sous le maillot toulonnais, il n'a joué qu'un total de trois rencontres.
Le 10 mars 2018, il égale le record du plus grand nombre d'essais marqués dans le championnat de France (depuis le passage à l'ère professionnelle), détenu par Laurent Arbo, avec un total de 100 essais. Le 5 mai 2018, il devient seul détenteur de ce record après avoir inscrit un 101e essai. En avril 2019, Vincent Clerc annonce son intention de prendre sa retraite de joueur à l'issue de la saison en cours.

## Palmarès
Pendant sa carrière de rugbyman professionnel, Vincent Clerc s'est construit un des plus beaux palmarès du rugby français tant en club qu'en équipe nationale, le titre de vice-champion du monde 2011 est un des exploits les plus retentissants de sa carrière ; il gagne trois titres de Champion de France et il remporte autant de Coupes d'Europe.

### En club

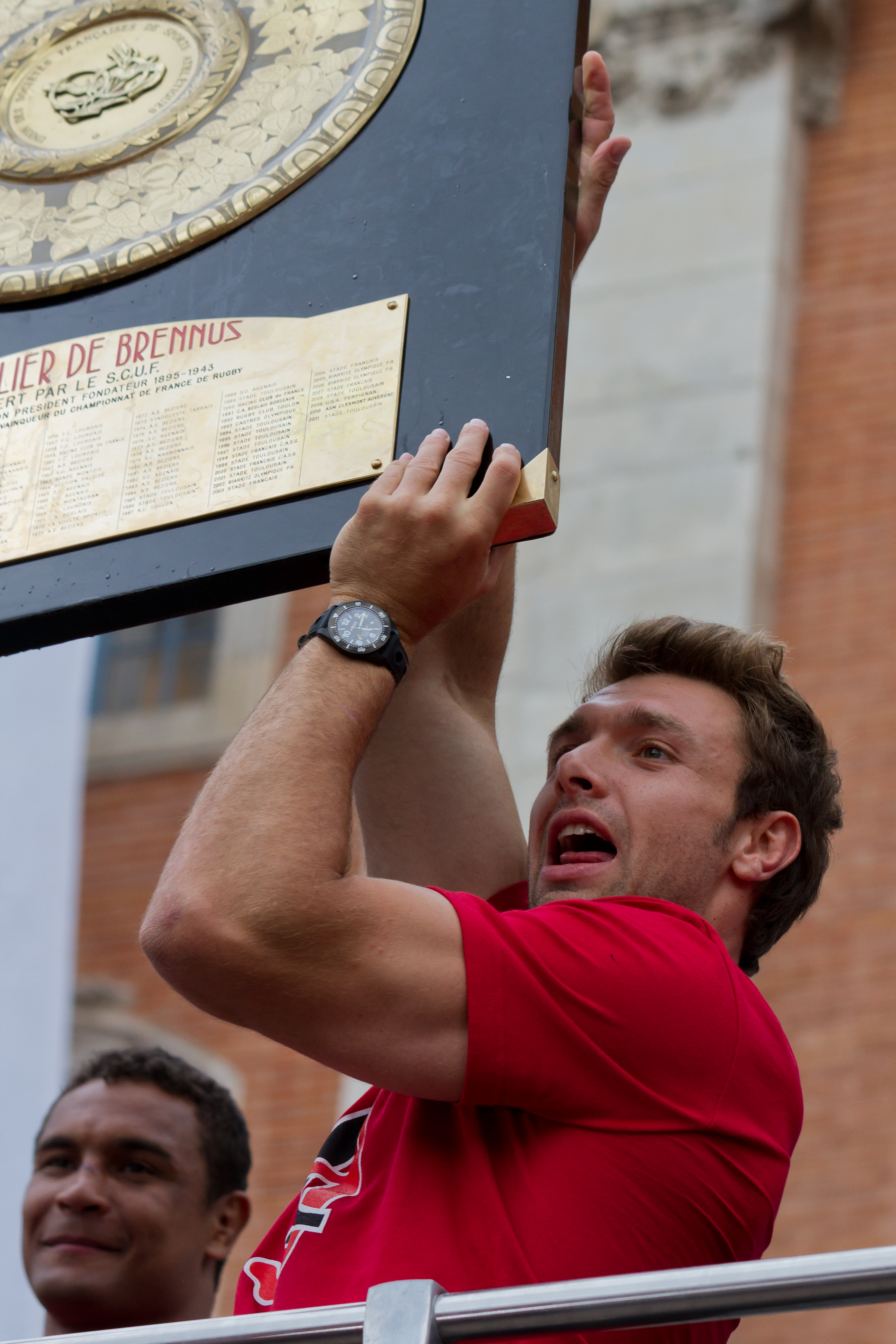
Vincent Clerc brandit le bouclier de Brennus, trophée du championnat de France de rugby en 2012

Avec le FC Grenoble, il est vice-champion de France de Pro D2.
En quatorze saisons passées avec le Stade toulousain, Vincent Clerc remporte au moins une fois toutes les compétitions auxquelles il participe avec le club haut-garonnais. Il gagne la Coupe d'Europe à trois reprises en 2003, 2005 et 2010 et perd deux finales en 2004 et 2008 pour un total de quatorze participations à la compétition européenne. Sur le plan national, il remporte le Championnat de France à trois reprises : 2008, 2011 et 2012. Il termine deux fois vice-champion de France en 2003 et 2006.

### En équipe nationale
Vincent Clerc participe à deux Coupes du monde, avec un titre de vice-champion du monde 2011 et une place de quatrième en 2007. Il remporte également trois Tournois des Six Nations en 2004, 2007, 2010, dont deux éditions en réussissant à réaliser le Grand Chelem (2004 et 2010).
Il a joué auparavant avec l'équipe de France des moins de 21 ans, disputant le championnat du monde 2002 en Afrique du Sud,. Avec l'équipe de France de rugby à sept, il remporte le tournoi de Paris 2005 (première victoire de l'équipe de France lors d'une étape du circuit mondial à sept).

#### Coupe du monde

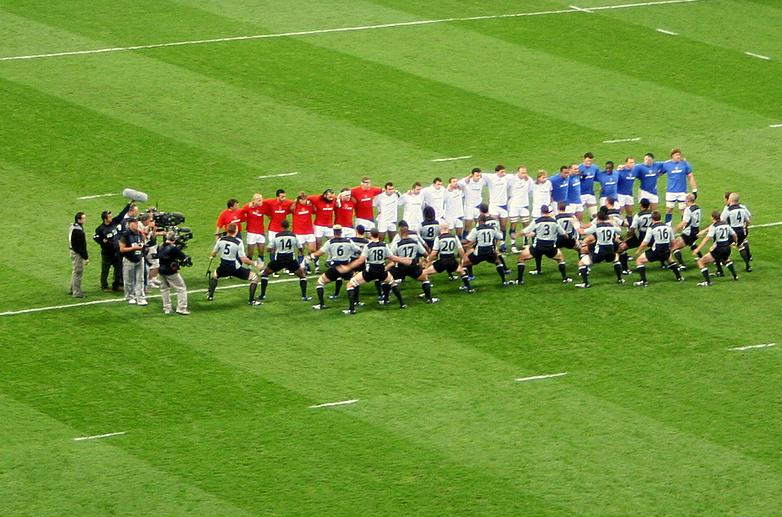
Quart-de-finale France - All Blacks en 2007.

| Édition               | Rang      | Résultats France | Résultats V.Clerc | Matchs V.Clerc |
| France 2007           | Quatrième | 4 v, 0 n, 3 d    | 4 v, 0 n, 2 d     | 6/7            |
| Nouvelle-Zélande 2011 | Deuxième  | 4 v, 0 n, 3 d    | 4 v, 0 n, 3 d     | 7/7            |

Légende : v = victoire ; n = match nul ; d = défaite.

#### Tournoi
| Édition          | Rang | Résultats France | Résultats V. Clerc | Matchs de V. Clerc |
| ---------------- | ---- | ---------------- | ------------------ | ------------------ |
| Six Nations 2003 | 3    | 3 v, 0 n, 2 d    | 3 v, 0 n, 2 d      | 5/5                |
| Six Nations 2004 | 1    | 5 v, 0 n, 0 d    | 3 v, 0 n, 0 d      | 3/5                |
| Six Nations 2007 | 1    | 4 v, 0 n, 1 d    | 3 v, 0 n, 1 d      | 4/5                |
| Six Nations 2008 | 3    | 3 v, 0 n, 2 d    | 3 v, 0 n, 2 d      | 5/5                |
| Six Nations 2010 | 1    | 5 v, 0 n, 0 d    | 2 v, 0 n, 0 d      | 2/5                |
| Six Nations 2011 | 2    | 3 v, 0 n, 2 d    | 3 v, 0 n, 2 d      | 5/5                |
| Six Nations 2012 | 4    | 2 v, 1 n, 2 d    | 2 v, 1 n, 1 d      | 4/5                |
| Six Nations 2013 | 6    | 1 v, 1 n, 3 d    | 1 v, 1 n, 1 d      | 3/5                |

Légende : v = victoire ; n = match nul ; d = défaite ; la ligne est en gras quand il y a Grand Chelem.

## Statistiques

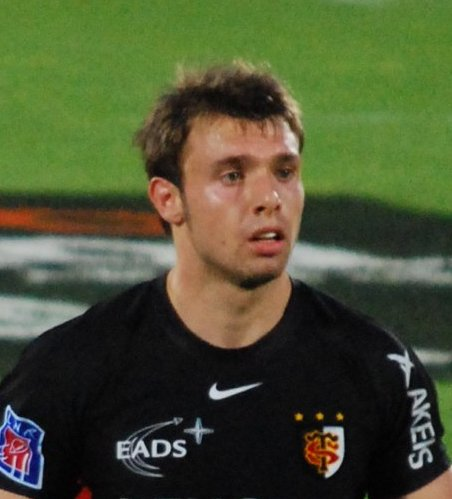
Vincent Clerc en phase finale de Championnat de France de rugby à XV.

### En club
Vincent Clerc effectue l'essentiel de sa carrière avec le Stade toulousain qu'il rejoint à 21 ans. Lors des quatorze saisons passées avec les Rouge et Noir, il dispute 337 matchs toutes compétitions confondues et inscrit 132 essais (660 points). En particulier, il joue 83 matchs en Coupe d'Europe au cours desquels il marque trente-six essais, ce qui en constitue alors le record,, avant d'être battu par l'Anglais Chris Ashton en mai 2017.
Le 5 mai 2018, alors qu'il évolue sous les couleurs du RC Toulon, il devient le meilleur marqueur d'essais du championnat (101), dépassant ainsi Laurent Arbo.

### En équipe nationale
En douze années (2002-2013), Vincent Clerc dispute 67 matchs (57 en tant que titulaire) avec l'équipe de France au cours desquels il marque trente-quatre essais (170 points). Il participe notamment à huit Tournois des Six Nations (31 matchs, 11 essais) et à deux Coupes du monde (2007, 2011) pour un total de treize rencontres disputées en deux participations,. Il devient le meilleur marqueur français en phase finale de Coupe du monde avec onze essais. Il est le meilleur marqueur de la Coupe du monde 2011 avec six essais (à égalité avec l'Anglais Chris Ashton), il est le troisième meilleur marqueur du rugby français, devancé depuis 2023 par Damian Penaud et à quatre longueurs du détenteur du record Serge Blanco (38 essais en 93 matchs),,. Pour Philippe Saint-André, « ce n'est pas le fait du hasard. »
| Saison      | Club             | Championnat national | Championnat national | Championnat national | Coupe d'Europe | Coupe d'Europe | Coupe d'Europe | Équipe de France | Équipe de France | Équipe de France |
| Saison      | Club             | Compétition          | Matchs               | Essais/points        | Type           | Matchs         | Essais/points  |                  |                  |                  |
| ----------- | ---------------- | -------------------- | -------------------- | -------------------- | -------------- | -------------- | -------------- | ---------------- | ---------------- | ---------------- |
| Saison      | Club             | Compétition          | Matchs               | Essais/points        | Type           | Matchs         | Essais/points  | Matchs           | Essais/points    |                  |
| 2002 - 2003 | Stade toulousain | Top 16               | 18                   | 8 / 40               | Coupe d'Europe | 9              | 7 / 35         | 10               | 4 / 20           |                  |
| 2003 - 2004 | Stade toulousain | Top 16               | 19                   | 6 / 30               | Coupe d'Europe | 8              | 4 / 20         | 3                | 1 / 5            |                  |
| 2004 - 2005 | Stade toulousain | Top 16               | 25                   | 12 / 60              | Coupe d'Europe | 9              | 3 / 15         | 1                | -                |                  |
| 2005 - 2006 | Stade toulousain | Top 14               | 26                   | 11 / 55              | Coupe d'Europe | 6              | 6 / 30         | 2                | 4 / 20           |                  |
| 2006 - 2007 | Stade toulousain | Top 14               | 23                   | 8 / 40               | Coupe d'Europe | 5              | 2 / 10         | 4                | 1 / 5            |                  |
| 2007 - 2008 | Stade toulousain | Top 14               | 9                    | 7 / 35               | Coupe d'Europe | 7              | 5 / 25         | 13               | 10 / 50          |                  |
| 2008 - 2009 | Stade toulousain | Top 14               | 13                   | 2 / 10               | Coupe d'Europe | 3              | 1 / 5          | 3                | -                |                  |
| 2009 - 2010 | Stade toulousain | Top 14               | 18                   | 7 / 35               | Coupe d'Europe | 8              | 2 / 10         | 5                | 2 / 10           |                  |
| 2010 - 2011 | Stade toulousain | Top 14               | 19                   | 7 / 35               | Coupe d'Europe | 8              | 2 / 10         | 9                | 2 / 10           |                  |
| 2011 - 2012 | Stade toulousain | Top 14               | 10                   | 3 / 15               | Coupe d'Europe | 4              | 0 / 0          | 11               | 8 / 40           |                  |
| 2012 - 2013 | Stade toulousain | Top 14               | 18                   | 9 / 45               | Coupe d'Europe | 6              | 3 / 15         | 2                | 2 / 10           |                  |
| 2013 - 2014 | Stade toulousain | Top 14               | 10                   | 3 / 15               | Coupe d'Europe | 1              | 0 / 0          | -                | -                |                  |
| 2014 - 2015 | Stade toulousain | Top 14               | 23                   | 6 / 30               | Coupe d'Europe | 5              | 1 / 5          | -                | -                |                  |
| 2015 - 2016 | Stade toulousain | Top 14               | 23                   | 7 / 35               | Coupe d'Europe | 4              | 0 / 0          | -                | -                |                  |
| 2016 - 2017 | RC Toulon        | Top 14               | 3                    | 0 / 0                | Coupe d'Europe | 0              | 0 / 0          | -                | -                |                  |
| 2017 - 2018 | RC Toulon        | Top 14               | 9                    | 3 / 15               | Coupe d'Europe | 1              | 0 / 0          | -                | -                |                  |
| Total       | Stade toulousain | Champ. D1            | 254                  | 96 / 480             | Coupe d'Europe | 83             | 36 / 180       | 67               | 34 / 170         |                  |
| Total       | RC Toulon        | Champ. D1            | 12                   | 3 / 15               | Coupe d'Europe | 1              | 0 / 0          | -                | -                |                  |
| Total       | Total général    | Champ. D1            | 266                  | 99 / 495             | Coupe d'Europe | 84             | 36 / 180       | 67               | 34 / 170         |                  |

## Famille

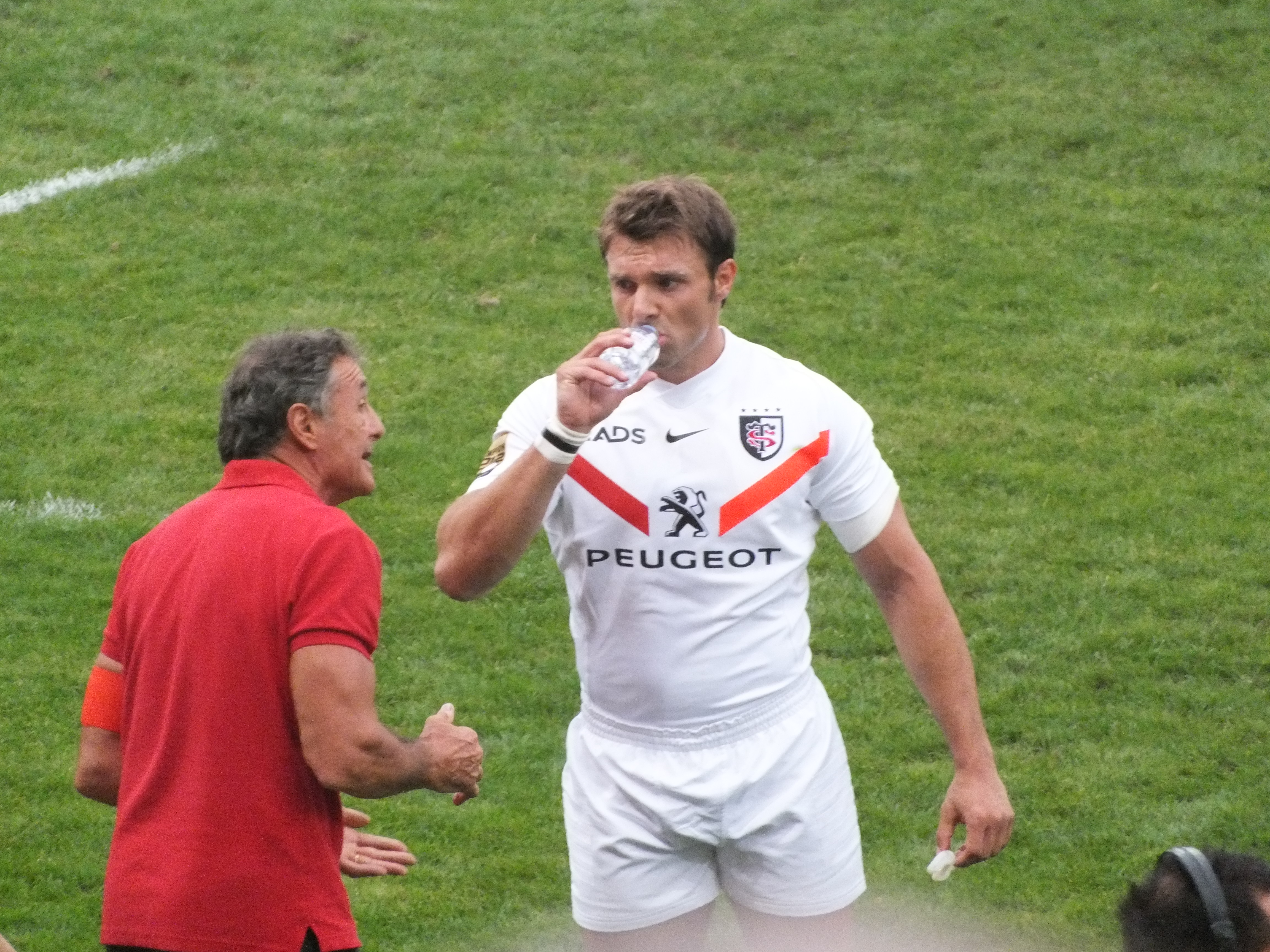
Vincent Clerc avec son entraîneur (et beau-père) Guy Novès en 2012.

Vincent Clerc est marié à Valérie Novès, médecin généraliste, la fille aînée de Guy Novès, son entraîneur au Stade toulousain. Il est père d'une fille prénommée Éloïse, née le 2 janvier 2011. L'information est alors largement relayée lorsqu'il sort du terrain lors d'un match Toulouse-Castres. Cette sortie sans raison apparente ni blessure, ni mauvaise performance, est donnée à la fin du match : sa femme venait d'entrer en salle d'accouchement. Le grand-père l'explique en ces termes :
« Dans la vie, certaines choses sont bien plus importantes qu'un match de rugby. Là, c'était Vincent, mais si la situation s'était présentée avec un autre joueur, j'aurais agi de la même façon. C'est un fait de vie. Ce sont des choses simples. »
Leur deuxième enfant, un garçon, naît en novembre 2016.

## Style et distinctions

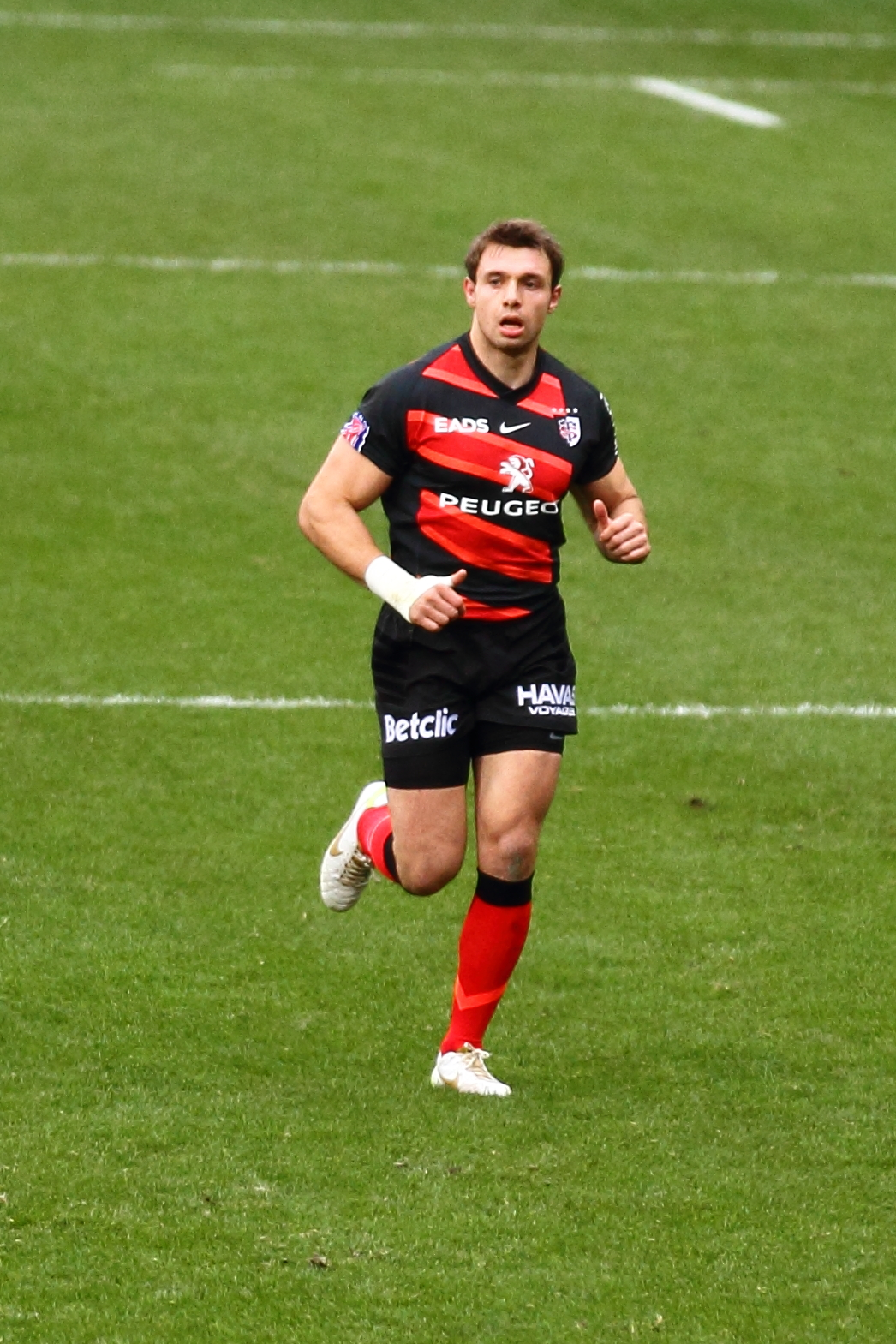
Vincent Clerc avec le Stade toulousain le 3 12 2011.

Trois-quart centre de formation, Vincent Clerc devient depuis la catégorie junior un ailier. En dépit d'être relativement de petite taille physique,, il est un des ailiers les plus excitants et les plus efficaces dans la finition. « Il a cette volonté d'être perpétuellement le premier » explique Clément Poitrenaud. « C'est un compétiteur dans l'âme », ajoute Jean Bouilhou. « C'est un très gros travailleur, rigoureux, investi et déterminé avec des ressources athlétiques au-dessus de la norme. Il possède un rapport poids-force-vitesse exceptionnel », selon le préparateur physique du Stade toulousain, Zeba Traoré. « Au niveau des tests physiques, il est devant tout le monde au Stade toulousain », selon le manager toulousain Guy Novès. Néanmoins, la masse de travail fournie par le joueur et son engagement ont beaucoup fatigué son corps durant sa carrière. Ainsi de graves blessures aux genoux surviennent en 2008 et en 2013 (le ligament croisé antérieur gauche et les ligaments croisés du genou droit).
« À tous les matches, j’essaye de me déplacer, de me créer des opportunités, d'apporter une solution à un partenaire, d'être dans le bon timing pour apporter un plus dans la ligne. En tant qu’ailier, je profite beaucoup du travail des autres, un intervalle ouvert, un partenaire qui passe les bras... »
Son style de jeu et son physique lui valent le surnom de « Chicken »; il continue de courir partout malgré les impacts des défenseurs, comme ces poulets qui courent encore, même décapités,.
Avec une carrière en club et en équipe nationale brillante, Vincent Clerc a reçu de nombreuses récompenses individuelles et des marques de reconnaissance. En 2010, il figure dans la meilleure équipe-type des compétitions des clubs européens de 1996 à 2010 de l'European Rugby Cup (ERC). En 2011, il figure dans la meilleure équipe-type de la Coupe du monde 2011 d'ESPN. Il remporte l'oscar 2011 du Midi olympique, une récompense décernée par le journal Midi olympique et ses lecteurs pour le meilleur joueur de rugby à XV évoluant dans le championnat de France après avoir reçu le prix du mois de janvier 2011. En 2016, le site Rugbyrama le classe sixième parmi les dix meilleurs joueurs de l'histoire du Stade toulousain.

## Sponsors et cachets
Pour son activité de joueur de rugby au Stade toulousain, selon le Journal du dimanche, Vincent Clerc est l'un des joueurs de rugby français les mieux payés en 2014. Derrière Morgan Parra (46 000 euros mensuels), Thierry Dusautoir (43 000 euros mensuels) et Dimitri Szarzewski (41 000 euros), Pascal Papé, Louis Picamoles, François Trinh-Duc et Vincent Clerc ont des salaires assez proches.

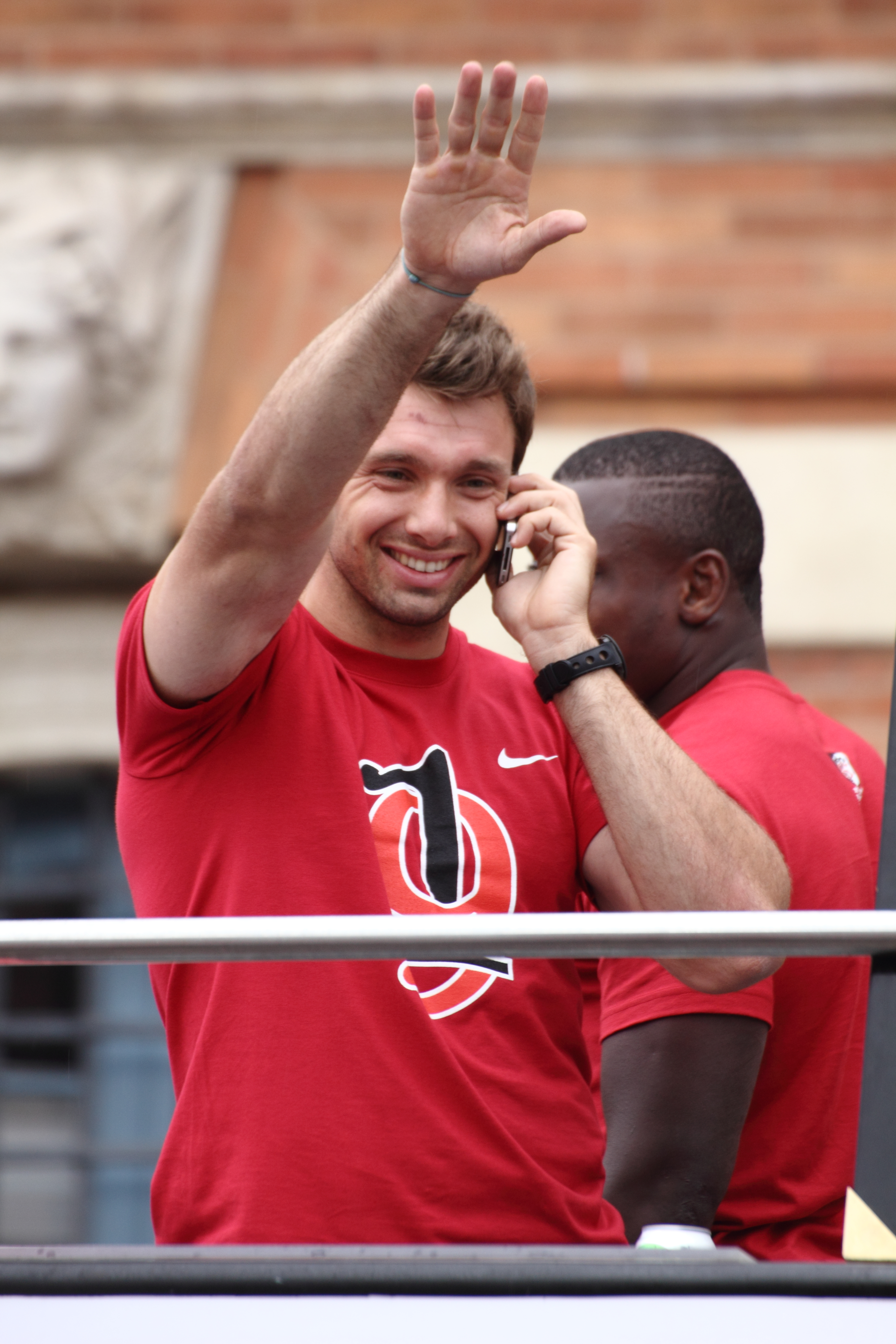
Vincent Clerc lors d'un défilé pour fêter avec les supporters le titre de Top 14 2011-2012.

Vincent Clerc est l'un des joueurs de rugby les plus populaires de France ; moins connu que Sébastien Chabal et Frédéric Michalak, il cherche toutefois à profiter de sa popularité et de son physique pour augmenter significativement ses revenus en signant des contrats publicitaires. Il travaille avec l'enseigne de bricolage Gedimat, l'équipementier Nike ou les cosmétiques Sothys,. Il prête également son nom à une gamme de produits de soin pour hommes ainsi qu'à un parfum pour le compte de la marque Laurence Dumont Cosmétique,. À partir du 1er janvier 2015, son image est associée à Pétrole Hahn. Il parle de sa vie privée dans des magazines comme Paris Match et Elle.
Vincent Clerc pose pour plusieurs éditions du calendrier du Stade français.

## Autres activités, reconversion
Jeune garçon, Vincent Clerc délaisse des études de kinésithérapeute pour décrocher un master en ingénierie et management des organisations sportives. Il continue ses études de marketing en parallèle du rugby pour assurer sa reconversion.
En parallèle à ces contrats publicitaires, le joueur Vincent Clerc tente également de profiter de sa popularité en se lançant dans les affaires. Avec Philippe Spanghero et Grégory Lamboley, il crée en 2008 la société Team One Groupe qui propose des prestations dans la communication et le marketing sportif. En 2014, elle emploie 22 personnes pour un chiffre d'affaires de 4,5 millions d'euros et est notamment la régie publicitaire de Castres.
Il est consultant lors de la coupe du monde 2015 sur TF1. En 2017, il commente le dernier match du Tournoi des Six Nations 2017, Irlande - Angleterre, sur France 2 avec Jean Abeilhou.
Le 16 décembre 2017, il est membre du jury de l'élection Miss France 2018.
Après avoir mis un terme à sa carrière, en 2018, il devient consultant pour Canal+. Il intègre notamment l'émission Canal Rugby Club et commente des matches de Top 14. Il devient également consultant à la radio pour Sud Radio.
Il est de nouveau consultant sur TF1 lors de la Coupe du monde 2019. Il participe au Mag de la coupe du Monde présenté par Denis Brogniart.
En août 2019, Vincent Clerc est recruté par France Télévisions pour pallier le départ de Raphaël Ibañez qui quitte la chaîne pour devenir manager de l'équipe de France en 2020. Il intervient aux côtés de Cédric Beaudou lors de la présentation de toutes les grandes affiches[C'est-à-dire ?],. Il fait sa première apparition en tant que consultant à l'antenne de France Télévisions à l'occasion du premier match de préparation du XV de France à la Coupe du monde 2019 face à l'Écosse le 17 août 2019. Durant les Jeux olympiques 2020 à Tokyo et les Jeux 2024 à Paris, il commente les rencontres de rugby à sept avec Jean Abeilhou.
Durant la Coupe du monde de rugby à XV de 2023 organisée en France, il présente les avant-matchs aux côtés de Cédric Beaudou.
En juillet 2021, il devient gérant d'un restaurant McDonald's dans le quartier Compans-Caffarelli de Toulouse. Vincent Clerc intervient également depuis 2019 lors de conférences et séminaires d’entreprises.

## Œuvres de charité
Vincent Clerc est engagé dans des œuvres de charité, particulièrement pour l'aide aux enfants. Il est le parrain de la Maison des Parents de Toulouse, qui accueille les parents d'enfants en traitement au CHU de Toulouse alors que l'hôpital est éloigné du domicile familial. Comme Michel Drucker, il soutient l'association à but humanitaire « Entendre le monde ».